# Провулок Сестер Гозадінових

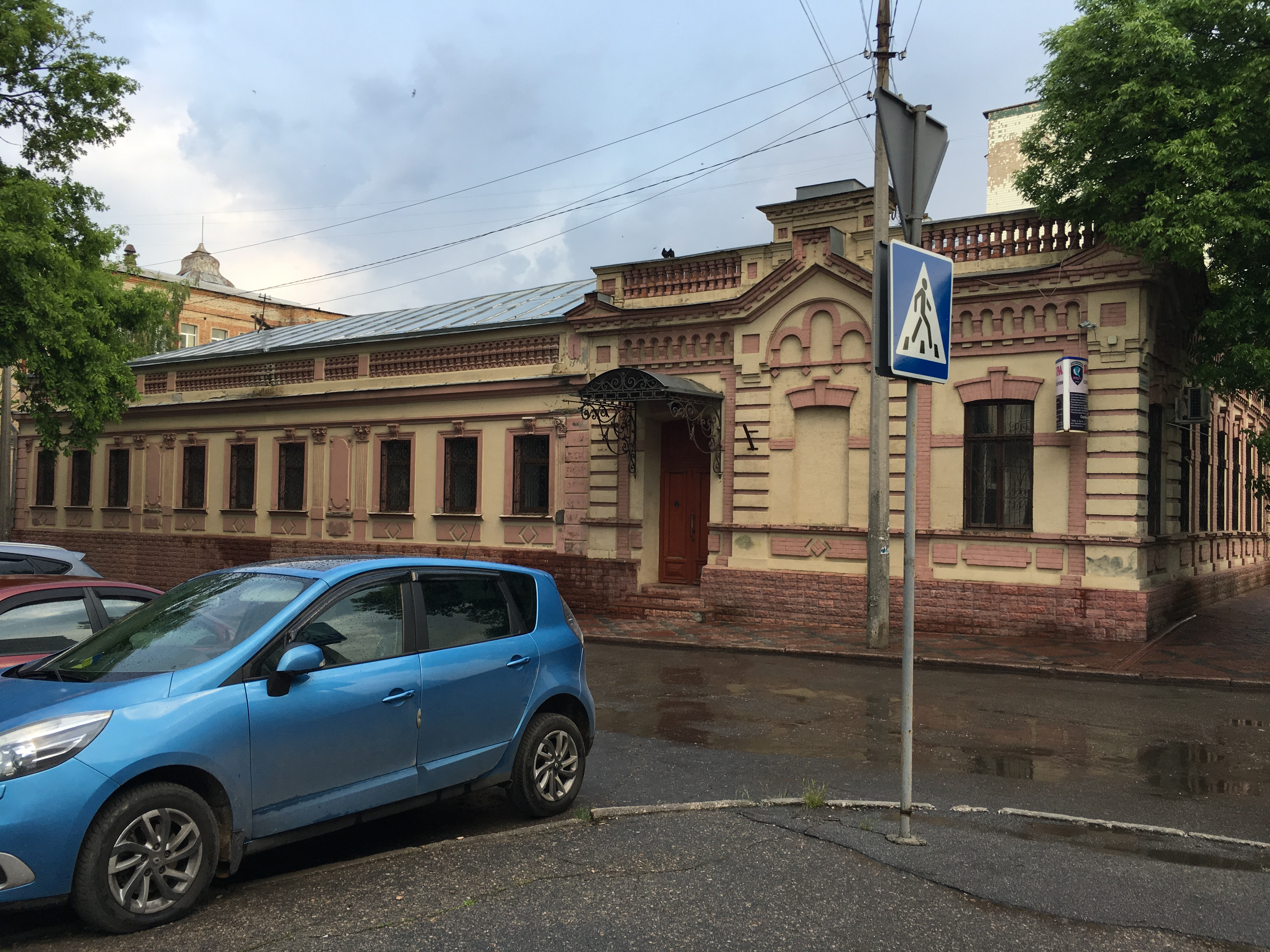
Будинок з пілястрами на розі провулку Сестер Гозадінових та вулиці Старообрядницької

Провулок Сестер Гозадінових (колишні назви — Дніпровський провулок, провулок Дори Любарської) — провулок, розташований в Центральному районі Херсона, бере свій початок від вулиці Михайлівської та закінчується, впираючись у вулицю Театральну.
Сформований у першій половині XIX ст., на той час називався Дніпровським. У 1930-х роках названий ім'ям Дори Любарської. В 2016 році отримав сучасну назву.
Довжина провулка становить 620 м.